# ローマ爆撃
ローマ爆撃（ローマばくげき、英: Bombing of Rome）とは、第二次世界大戦中の1943年（昭和18年）と1944年（昭和19年）に大多数は連合国軍の軍用機、ごく一部は枢軸国軍の軍用機により行われたローマに対する爆撃であり、1944年（昭和19年）6月4日に連合国軍によりローマが解放された。教皇ピウス12世は、大司教フランシス・スペルマンを通してアメリカ合衆国大統領フランクリン・ルーズベルトと交渉した末に、ローマの無防備都市宣言を行ったが失敗し、最終的に1943年8月14日（連合国の最後の爆撃の翌日）に防衛していたイタリア軍により無防備都市宣言が行われた。
最初の爆撃は1943年7月19日に発生し、アメリカ陸軍航空軍（USAAF）の690機がローマ上空を飛行し9‚125発の爆弾を投下した。連合国軍の爆撃はローマのサン・ロレンツォ地区にある貨物駅と製鉄所を標的としたものだったが、同じ地区にある集合住宅が建ち並ぶ街区にも爆弾が落ち、サン・ロレンツォ・フオーリ・レ・ムーラ大聖堂が被害を受け、1,500人が死亡した。ピウス12世は、ローマに「人類全体の価値」があるとしてルーズベルトに対して爆撃しないように要請していたが、影響を受けた地区を訪問し、その際に撮影された写真がイタリアの反戦感情の象徴となった。連合国反戦は1943年から1944年まで続いた。アメリカ合衆国では、メディアの大多数が爆撃を支持したが、多くのカトリック系新聞は爆撃を非難した。
連合国によるローマの航空作戦における11万回の出撃で、600機が失われ、兵士3,600人が戦死した。1944年6月4日に連合国軍がローマを占領するまで、78日間で6万トンの爆弾が投下された。

## ピウス12世とルーズベルトの文通
1943年5月16日（ドイツ軍による占領の3ヶ月前）の連合国軍の最初の爆撃を受けて、ピウス12世はルーズベルトに対して書簡で「ローマを可能な限り苦痛と荒廃から遠ざけ、貴重な聖堂の取り返しがつかない破滅を可能な限り遠ざけるように」要請した。
一方で教皇を含めカトリック教会が、これほどまでに積極的に爆撃に対して反発したことは皆無であり、ローマ以外に対する爆撃に関しての黙認的態度（特にピウス12世は結果として第二次世界大戦の発端となってしまったヒトラー政権とすら懇意であった）とは打って変わって曲がりなりにもファシズム政権で戦争を推進してきたはずのイタリアのローマだけは例外的な保護を受けさせて欲しいとカトリックでもない首脳らに掛け合う姿勢に対し、連合国は戦争当事者としての厳しさと現実を真摯に教えることとなる。
1943年6月16日、ルーズベルトは以下のように返答した。
Attacks against Italy are limited, to the extent humanly possible, to military objectives. We have not and will not make warfare on civilians or against nonmilitary objectives. In the event it should be found necessary for Allied planes to operate over Rome, our aviators are thoroughly informed as to the location of the Vatican and have been specifically instructed to prevent bombs from falling within Vatican City.
イタリアへの攻撃は、人道的に可能な範囲で、軍事目的に限られている。我々は民間人や非軍事的なものに対して戦争を行ったことはなく、これからも行うつもりはない。連合国の軍用機がローマ上空を飛行する必要がある場合は、パイロットはバチカンの位置を十分に知らされており、バチカン上空で爆弾を落とさないように特に指示されている。

この隙の無い説明は真っ当であり、連合国軍の戦略爆撃の破壊対象戦域は、とりわけ軍事上の戦略的脅威として敵対国の軍事作戦を指揮、支持、またはそれに協力するような銃後地域に集中していた。
ローマ爆撃は物議を醸し、アメリカのヘンリー・アーノルド将軍は、アメリカ軍におけるカトリックの重要性からバチカン市国を「厄介な問題（hot potato）」と表現していた。しかし、イギリスの世論は、ザ・ブリッツ（ロンドン大空襲）にイタリアの軍用機が参戦していたために、ローマ爆撃に前向きであり、特にハーバート・ジョージ・ウェルズは積極的に賛成していた。

## 特筆すべき爆撃

### 1943年7月19日
クロスポイント作戦において、ローマが再びさらに激しく爆撃された。連合国軍の521機は3か所の標的を狙い、市民に数千人の死傷者が発生した（1,600人から3,200人の間だと推定されている）。爆撃後、 ピウス12世はモンシニョール・モンティーニ（後の教皇パウロ6世）とともに深刻な被害を受けたサン・ロレンツォ・フオーリ・レ・ムーラ大聖堂を訪問し、群衆に200万リラを寄付した。午前11時から正午12時にかけて、連合国軍のB-17爆撃機150機がサン・ロレンツォの貨物駅と製鉄所を攻撃した。午後には、2回目の標的がローマ北部のリットリオ飛行場となり、3回目の標的がローマ南東部のチャンピーノ空港となった。

### 1943年8月13日
3週間後、連合国軍の爆撃機310機は再びサン・ロレンツォとリットリオ飛行場を標的に爆撃を行い、周辺の市街地区も深刻な打撃を受け、市民502人が死亡した。

### 1943年9月17日
USAAFの爆撃機55機がチャンピーノ空港を攻撃した。

### 1943年9月18日
チャンピーノ空港が爆撃機35機に攻撃された。

### 1943年10月23日
イギリス空軍（RAF）の爆撃機73機がグイドーニア空軍基地を攻撃した。

### 1943年11月22日
チャンピーノ空港がRAFの軍用機39機に攻撃された。

### 1943年11月28日
チャンピーノ空港がRAFの軍用機55機に攻撃された。

### 1943年12月28日
チャンピーノ空港とグイドーニア空軍基地がUSAAF第12軍に爆撃された。

### 1944年1月13日
USAAFの爆撃機がグイドーニアとチェントチェレの空軍基地を攻撃した。

### 1944年1月19日
USAAFの爆撃機147機がグイドーニアとチェントチェレ空軍基地を攻撃し、周辺市街地にも爆弾が落ちた。

### 1944年1月20日
USAAFの爆撃機197機がグイドーニアとチェントチェレ空軍基地を攻撃し、周辺市街地にも爆弾が落ちた。

### 1944年3月3日
USAAFの爆撃機206機がティブルティーノ、リットリオ、オスティエンセの操車場を攻撃し、周辺の市街地区も攻撃を受け、市民400人が死亡した。

### 1944年3月7日
USAAFの爆撃機149機がリットリオとオスティエンセの操車場を攻撃し、関連施設と市街が被害を受けた。

### 1944年3月10日
USAAF第12軍がリットリオとティブルティーノの操車場を爆撃し、市街にも爆弾が落下し、市民200人が死亡した。

### 1944年3月14日
USAAFの爆撃機112機がプレネスティーノ操車場を攻撃し、周辺地区も被害を受け、市民150人が死亡した。

### 1944年3月18日
USAAF第12軍がローマを爆撃し、市民に100人の死傷者が発生した。これが最後のローマへの主要な爆撃となった。

## バチカン爆撃
バチカンは戦時中に公式な中立政策を維持し、連合国軍と枢軸国軍ともにローマ爆撃の際にバチカンを攻撃しないように一定の努力を払っていたが、バチカンは少なくとも2回は爆撃されている。内訳はイギリスとドイツの各1回であった。
1943年11月5日
1機の軍用機がバチカンに4発の爆弾を投下し、バチカンの鉄道駅付近のモザイク工房が破壊され、サン・ピエトロ大聖堂の高いクーポラの窓が割られ、バチカン放送が半壊させられたものの、死者はいなかった。爆撃の被害の様子は未だに目にすることができる。
1944年3月1日
バチカンの一角に爆弾数発が投下された。イギリス航空省が、自軍の爆撃機1機がローマ爆撃の際にバチカンの壁に近過ぎる誤爆を行ったことを、非公式ながら明示的に認めたため、これがイギリスの爆撃機であったことに疑いの余地はない。